# Encre de Chine

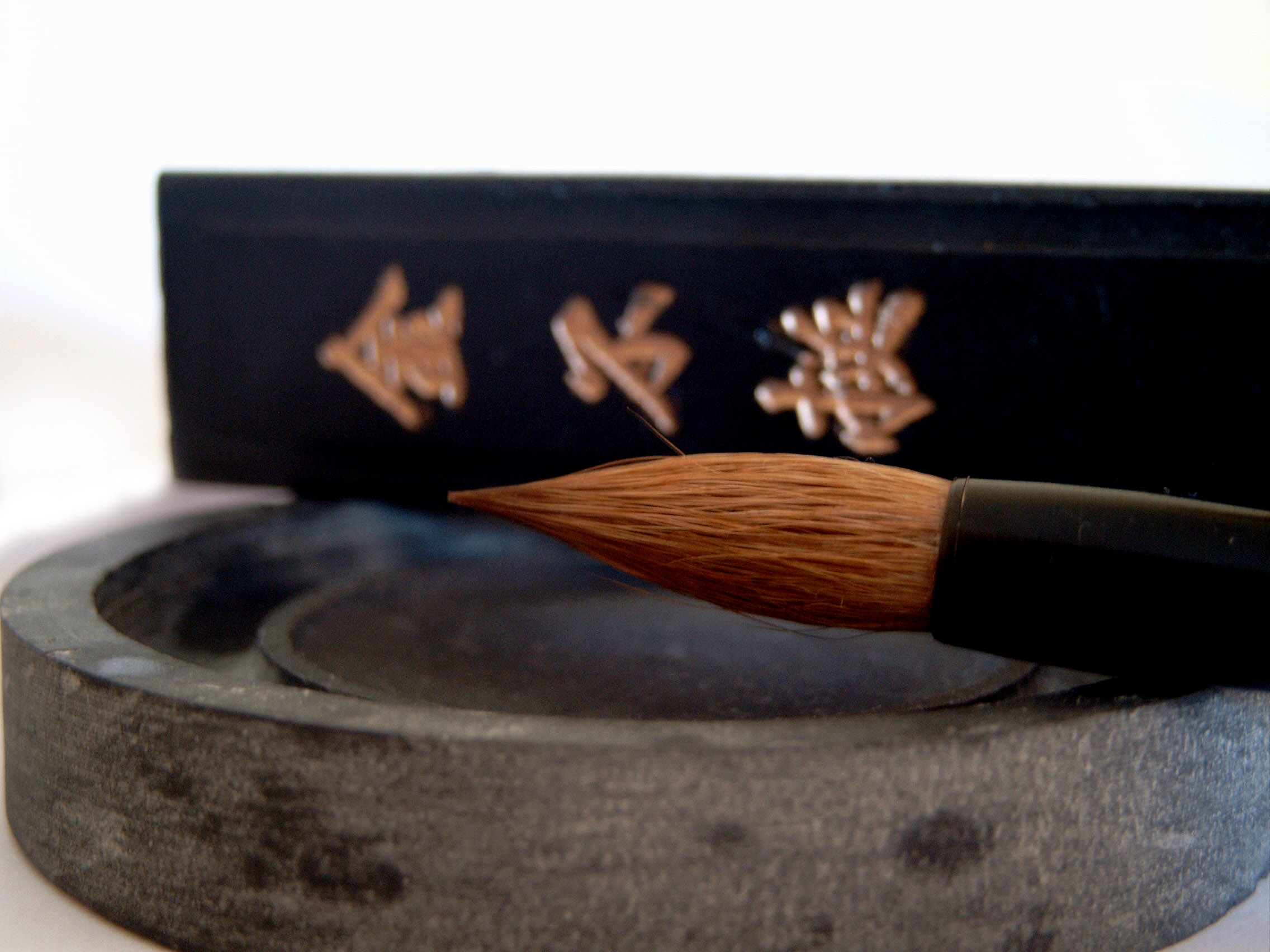
Pinceau, bâton d'encre et pierre à encre.

L'encre de Chine est une encre noire utilisée pour l'écriture, le dessin et la peinture au lavis. Réputée venir d'Orient, Chine ou Inde, elle associe un pigment noir de carbone et un liant aqueux.
L'encre de Chine proprement dite se présente sous forme de bâtons à frotter sur une pierre dans de l'eau. Elle est indélébile. Sa composition varie. À l'époque moderne, le terme « encre de Chine » désigne couramment une variété plus grande encore de préparations liquides, qui partagent plus ou moins ses qualités essentielles. Ces encres noires servent notamment en bande dessinée pour l'encrage des dessins au crayon, et autrefois en dessin technique. Dans ces domaines, son utilisation régresse avec la généralisation du dessin assisté par ordinateur.

## Composition
Le pigment de l'encre de Chine est le noir de fumée ; ses autres composants varient. Elle est légèrement brune (VTT), comme on le constate avec de fortes dilutions. Certaines fabrications, aussi bien anciennes que modernes, y ajoutent des colorants pour en modifier la nuance (PRV). Les variétés indiennes peuvent contenir des oxydes métalliques, celles fabriquées en Égypte du charbon de bois (VTT).

### Le bâton d'encre
Le bâton d'encre est, avec le pinceau, le papier de riz et la pierre à encre, un des quatre trésors du lettré, instruments de la calligraphie et de la peinture de lettré chinoise, coréenne et japonaise.
Le liant originel de l'encre de Chine proprement dite, en bâton, est une colle de protéine, colle de peau ou colle de poisson. À partir du XVIIe siècle, la présence de gomme laque solubilisée par une solution ammoniacale donne à l'encre une fois sèche un aspect brillant, et une consistance dure et cassante qui permet, sur certains supports, le grattage. L'encre de Chine en couche épaisse peut se craqueler et des écailles tomber, laissant des lacunes. Avec d'autres liants, ou en cas de forte dilution, l'encre se dilue encore dans l'eau après séchage.
Les sucs végétaux ajoutés au liant ont une action tannante et rendent l'encre indélébile. D'autres additifs, comme le fiel, rendent l'encre, une fois mélangée à l'eau, plus ou moins mouillante, d'autres la rendent plus ou moins onctueuse, atténuent son odeur, évitent, comme le clou de girofle, sa dégradation par des bactéries.
Les liants d'encres d'autres provenances peuvent contenir des sucres et de la gomme arabique. L'encre en bâtons s'améliore au fil du temps. Les bâtons conservés depuis plusieurs années jouissent d'une grande réputation.
La préparation de l'encre, qui précède l'exécution d'une calligraphie ou d'une peinture de ce style, consiste à moudre le bâton d'encre sur la pierre à encre, avec de l'eau. La proportion d'encre et d'eau détermine l'intensité de l'encre, et permet d'aménager des contrastes ; notamment dans la peinture de paysages.
Les bâtons sont décorés avec des caractères ou des figures de couleur rouge, bleu, vert ou or.

### L'encresumiau Japon

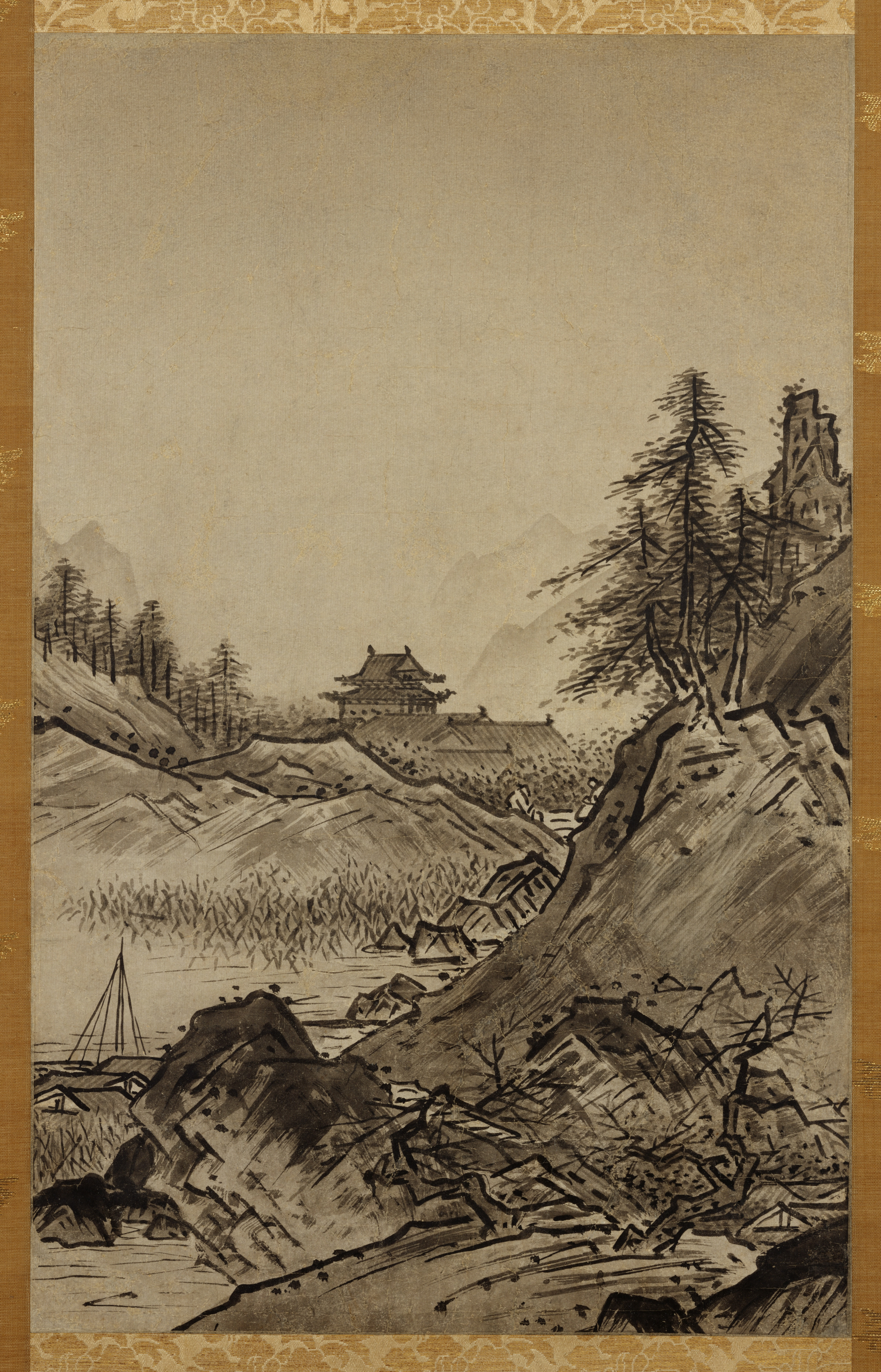
Automne par Sesshū, sumi-e, XVe siècle.

Au Japon, l'encre en bâtons s'appelle sumi (墨) (ch. & jap. : 墨 ; py : mò ; ko. : 묵). Comme en Chine, elle s'emploie en calligraphie. La peinture de lettré à l'encre et au lavis se dit sumi-e.
L'encre japonaise confectionnée à partir de suie (susu) de pin (shôen-boku) ou d'huile végétale (yuen-boku) et de colle animale (nikawa, 膠) est plus dure et moins condensée que la plupart des fabrications chinoises. Elle résiste mieux à l'étirement des tracés. 
Les fabricants japonais proposent de l'encre sumi en bouteille. Cette indication signifie que l'encre reste soluble après séchage.

### Les encres noires liquides

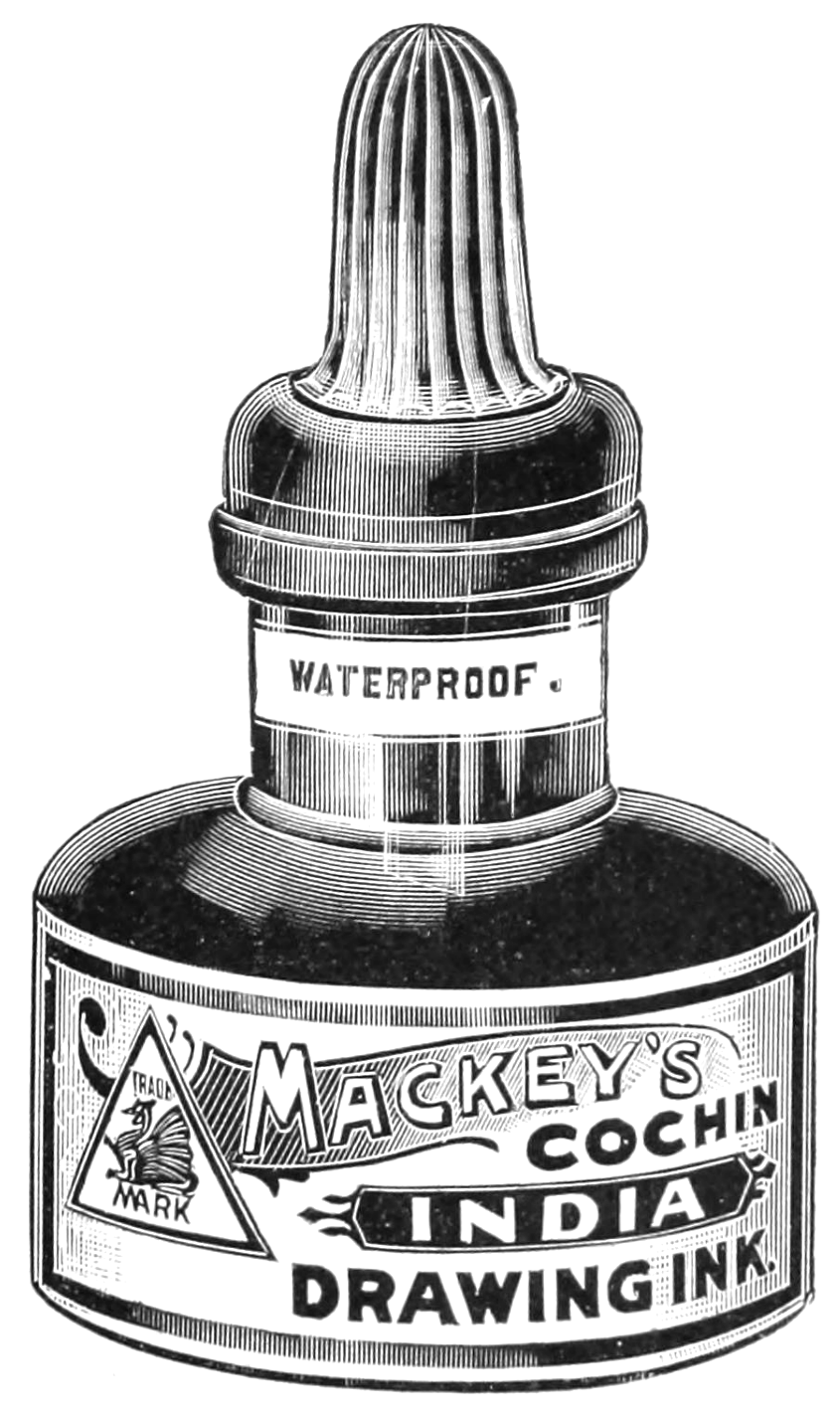
Bouteille d'encre noire, 1897.

En Europe, l'« encre de Chine » est souvent une encre noire vendue en flacons.
Les encres au noir de carbone (Colour Index PBk7) à liant animal encrassent les plumes à écrire ou à dessiner qu'on utilise en Europe, mais non en Chine, obligeant à les nettoyer fréquemment. L'encre métallo-gallique n'a pas cet inconvénient, et a dominé l'usage en Occident. Ceux qui recherchaient une encre plus noire utilisaient, souvent avec le pinceau ou le calame, l'encre dite « de Chine » importée depuis le Moyen Âge. Avec les instruments métalliques, comme le tire-ligne, cette encre « de Chine » offre encore l'avantage de ne pas être corrosive, alors que l'encre métallo-gallique oblige à nettoyer l'instrument. L'invention des pigments synthétiques à la fin du XIXe siècle a multiplié les possibilités, et mis une certaine confusion dans les dénominations commerciales des encres prêtes à l'emploi.
La forme liquide impose des additifs émulsifiants ou conservateurs différents de la forme en bâtons. Les fabricants proposent un liquide adapté aux instruments. Le stylo-plume, particulièrement à pointe tubulaire, comme le stylo-pinceau, s'encrasse plus facilement que les pinceaux. Une encre indélébile rendrait le nettoyage de l’instrument beaucoup plus difficile. Ils emploient des encres à formule adaptée, souvent conditionnée en cartouches.
Les encres noires liquides vendues sous le nom d'encre de Chine peuvent avoir des compositions arbitraires (PRV). Les pigments peuvent être synthétiques (noir d'aniline, naphtol). Des fabricants utilisent des noirs de carbone industriels, dont les caractéristiques sont mieux contrôlées que celles des noirs de fumée produits artisanalement.
Les encres peuvent contenir divers produits chimiques assurant leurs caractéristiques physiques, comme le diéthylène glycol.

### Rendu
Le rendu de l'encre noire dépend de son interaction avec le papier. On obtient des résultats radicalement différents selon que le papier est encollé ou absorbant. On utilise en général un papier à grain fin. Comme en aquarelle, on peut travailler le lavis sur papier humide ou sec.
L'encre de Chine en bâtons permet d'obtenir la concentration et la consistance appropriées au support et à l'instrument utilisé, qu'il s'agisse de plume, de calame, de pinceau ou de brosse à peindre. Le liant et les additifs des encres en bouteille, principalement ceux nécessaires pour assurer la stabilité de la dispersion des particules pigmentaires, influent notablement sur la diffusion des particules de pigment noir dans les fibres du papier. Les fabricants ont progressivement amélioré la formulation des encres en bouteille.

## Histoire
Si l'encre de Chine (ch. trad. : 墨 ; py : mò ; jap. : 墨 ; ko. : 먹) est très vraisemblablement originaire de ce pays, et bien que son principe de fabrication soit à peu près stable, il a existé une variété infinie d'« encres de Chine » différentes selon les lieux et les époques. Selon certains, ce type d'encre serait apparu en Inde avant d'avoir été repris par les Chinois. Il n'existe pas d'« encre de Chine » unique et de formule fixe, et toutes les encres noires ne sont pas « de Chine », d'autant que la composition des encres n'est jamais indiquée sur les emballages. Pour les anglophones l'encre de Chine est l'« encre indienne » : India Ink, et en néerlandais l'« encre indienne orientale » : Oost-Indische Inkt. On ne connaît pas avec une grande précision les dates d'apparition des divers types d'encre.

### En Occident

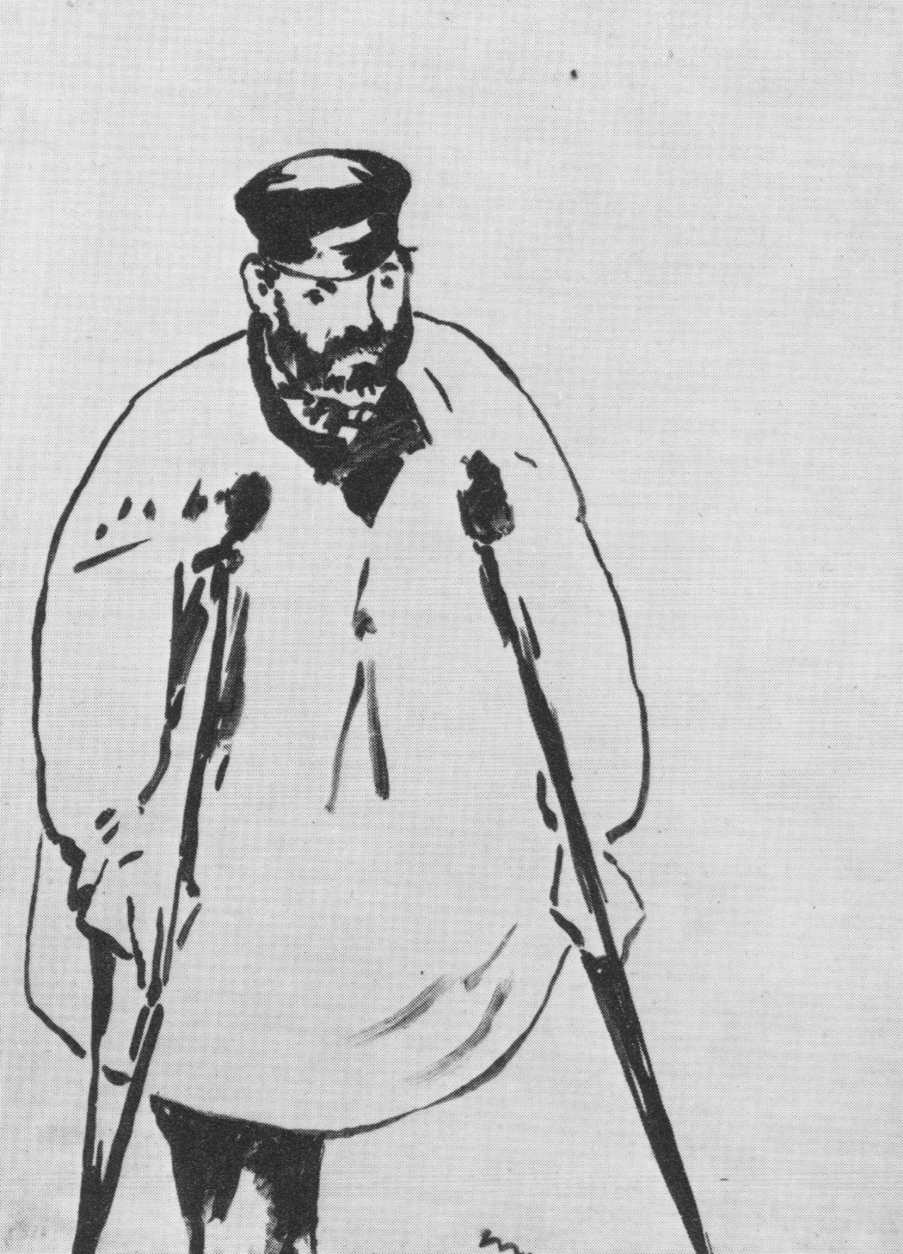
Lavis d'encre de Chine d'Édouard Manet.

Peu d'artistes européens ont utilisé l'encre de Chine à la façon des Orientaux. Elle sert principalement dans le levé de croquis à la plume, ou quand l'artiste a voulu des aplats denses et brillants . L'encre de Chine en couche épaisse sur les supports picturaux européens a l'inconvénient de se craqueler . Son opacité est utile dans la réalisation de transparents depuis l'époque de la lanterne magique On trouve des dessins à l'encre de Chine dès le XVIIe siècle.
L'encre dite de Chine est fabriquée en Europe depuis fort longtemps. Léonor Mérimée l'a étudiée et en donne en 1830 la recette avec une précision scientifique. Selon son analyse, l'encre de Chine devient indélébile grâce aux sucs végétaux qui mordent le papier et fixent sur lui la colle qui emprisonne les pigments. Il rend compte des ingrédients disponibles en France pour préparer des bâtons qui aient toutes les qualités utiles des productions chinoises. Le Manuel Roret consacré aux encres donne en 1856 dix-sept procédés artisanaux de fabrication variant par le liant, gomme arabique ou gélatine, aussi bien que par le pigment ; il admet que les dessinateurs préfèrent l'encre fabriquée en Chine ou en suivant les recettes chinoises. Avant la fin du siècle, plusieurs fabricants en produisent industriellement. À l'école, « pour les travaux de dessin linéaire et de lavis, on emploie une encre connue sous le nom d'encre de Chine, bien qu'elle ne nous vienne pas du Céleste Empire ».

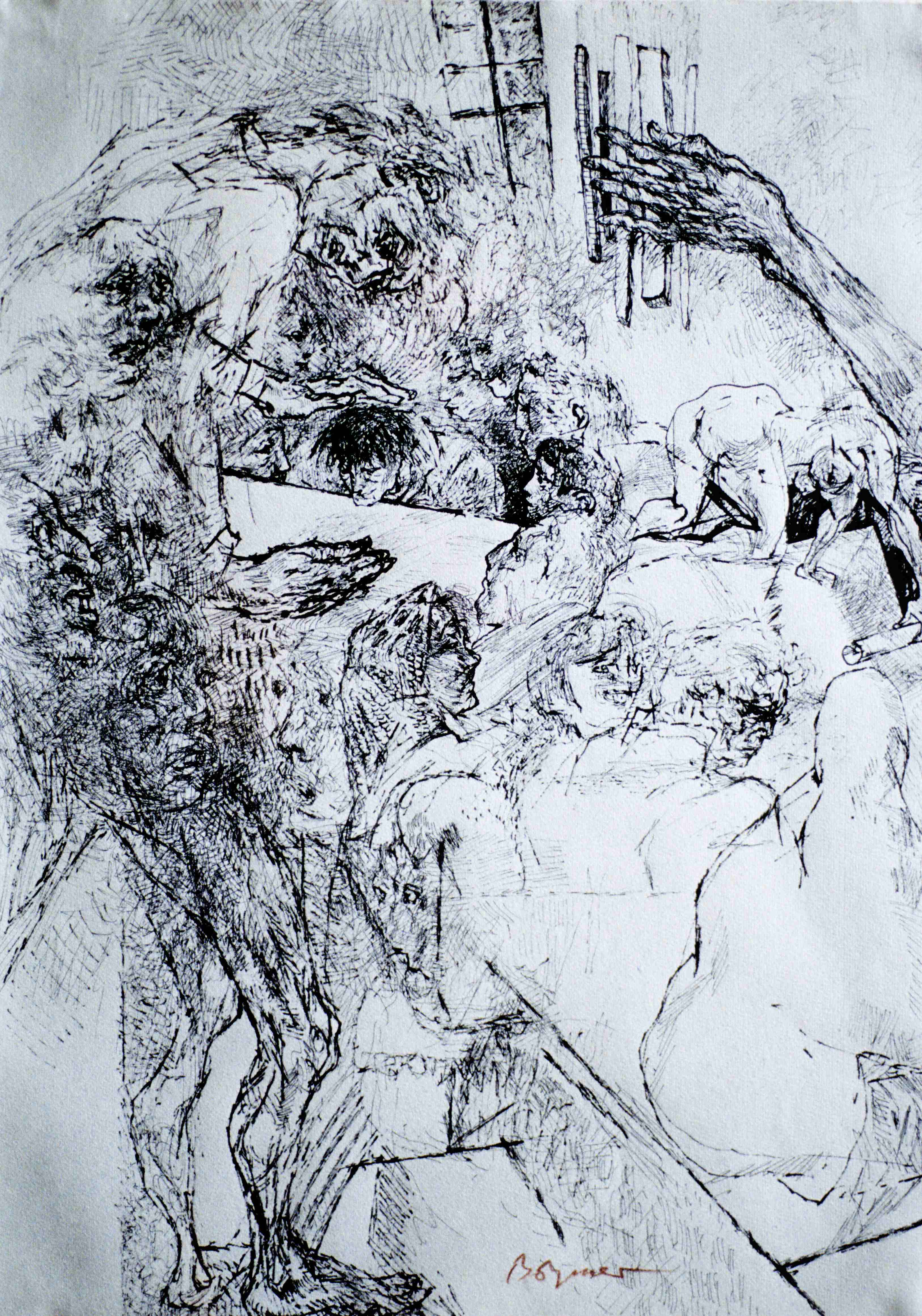
Dessin de Gunter Böhmer (1975).

C'est surtout depuis la mise au point de la reprographie de dessin technique, d'une part, et de la photolithographie et de la photogravure à la fin du XIXe siècle que l'encre noire dite « de Chine » s'est diffusée en Occident. Ces procédés exigent un dessin au trait noir et sans nuances, faute duquel il faut effectuer un tramage et perdre la précision de la reproduction. L'encre métallo-gallique manquant d'opacité, on utilise de l'encre au carbone. On appelle ainsi « encre de Chine » des liquides noirs destinés au dessin, à peu près indélébiles une fois secs, mais qu'on peut corriger par grattage.
Le dessin technique, avant la généralisation du dessin assisté par ordinateur, se livrait normalement à l'« encre de Chine » sur papier calque. Il se réalisait souvent à partir d'un projet esquissé au crayon, les traits définitifs se traçant au tire-ligne, dans l'épaisseur requise. Le procédé permet une correction par grattage de l'encre de Chine. Les stylos tubulaires diffusés dans le dernier tiers du XXe siècle utilisaient une encre noire spéciale, qui a emprunté le nom de l'encre de Chine, sans en partager les propriétés.
Le dessin de presse se livrait souvent, au début du XXe siècle, dans les mêmes conditions, mais se réalisait, sur l'esquisse au crayon, avec une plume à dessiner, permettant un trait plus souple. Le procédé à l'encre de Chine sur calque a l'avantage de donner au trait un contour très net, que l'on n'obtenait pas avec d'autres papiers, et se reproduit efficacement par contact, si on ne souhaite pas d'agrandissement ou de réduction.
En bande dessinée, les artistes procédaient le plus souvent en deux étapes. Ils dessinaient un crayonné au portemine ou au crayon, puis procèdaient à l'encrage à l'encre « de Chine », soit à la plume, soit au pinceau. La bande dessinée était ensuite mise en couleurs, en général avec un nombre réduit de nuances.

## Usages non graphiques
Les Chinois utilisaient aussi l'encre pour ses vertus médicinales : elle soulageait la douleur des brûlures, elle est utilisée aussi contre les vomissements de sang[réf. souhaitée].
L'encre de Chine sert aussi en microbiologie pour colorer la capsule des bactéries, ou en histologie générale pour mettre en évidence les cellules du système phagocytaire.
Elle s'utilise aussi pour le tatouage. Le tatouage de la peine au visage était un châtiment dans la Chine ancienne ; l'encre servait aussi pour la décoration corporelle. Pour cet usage, un mélange de noir de carbone et d'eau suffit. La possible toxicité des composants de l'encre ordinaire devrait la faire exclure au profit de produits spécialement destinés au tatouage.